# Aegostheta ciliata
Aegostheta ciliata är en skalbaggsart som beskrevs av Herbst 1790. Aegostheta ciliata ingår i släktet Aegostheta och familjen Melolonthidae. Inga underarter finns listade i Catalogue of Life.